# Bax (Protein)
Bax (Bcl-2-associated X protein) ist ein Protein in Wirbeltieren, das als Co-Faktor des Tumorsuppressor-Proteins p53 wirkt. Das Bax-Protein gehört der Bcl-2 Proteinfamilie an. Bax wird durch p53 induziert und beschleunigt die Einleitung der Apoptose. Niedrige Bax-Ausschüttung korreliert mit einer schlechten Prognose bei Mundhöhlenkarzinomen.
Das aktive p53 aktiviert Bax und reprimiert die tRNA des Bcl2-Gens. Somit ändert sich das Verhältnis der Konzentrationen dieser beiden Moleküle. Bei einem Bcl2-Überschuss entsteht das Bcl2-Dimer, welches die Apoptose hemmt. Bei einer Annäherung der Konzentrationen entsteht der inaktive Bcl2-Bax-Komplex, der den Zellzyklus nicht beeinflusst. Dominiert hingegen Bax, dimerisiert auch dieses. Das Bax-Homodimer fördert die Apoptose.
In Krebszellen wird dieses Gleichgewicht oftmals gestört. Der dauerhafte Bcl2-Überschuss (p53 ist hier defekt) verhindert das Einleiten der Apoptose. Chemotherapien zeigen hierbei keine Wirkung und verschlimmern den Zustand der Zellen. An weiteren Behandlungsmöglichkeiten wird weiterhin geforscht.